# Kobylisy (métro de Prague)
Kobylisy est une station de métro à Prague, en Tchéquie. Située sur la ligne C du métro de Prague entre Ládví et Nádraží Holešovice, elle est ouverte depuis le 26 juin 2004.